# Casa Lindsey (Lincoln's Inn Fields)

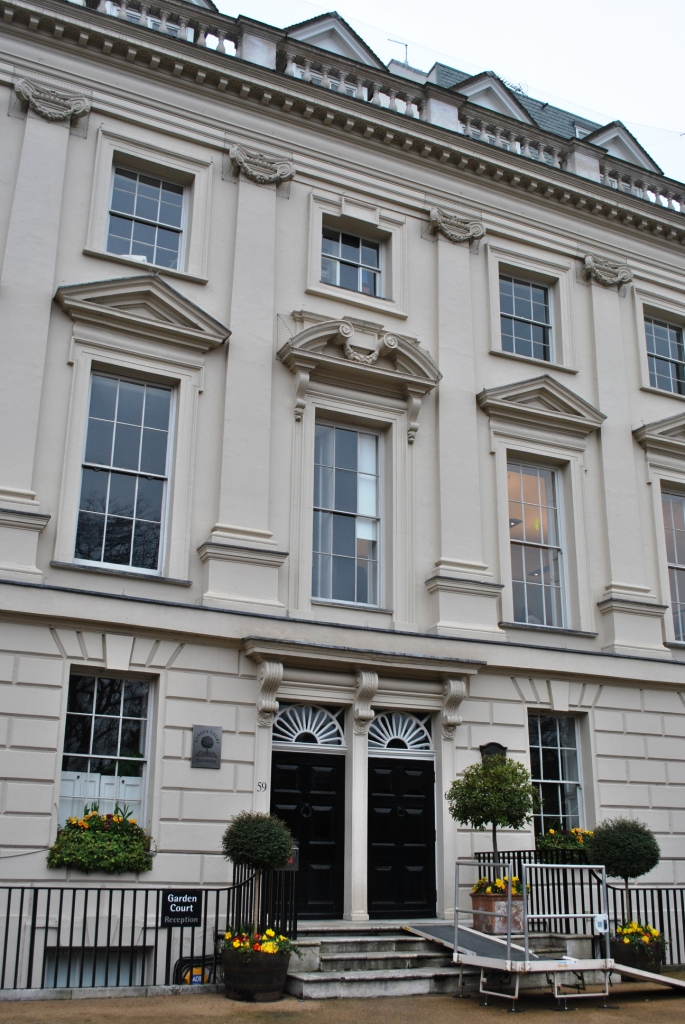
Casa Lindsey

A Casa Lindsey é um edifício listado como Grau I em Lincoln's Inn Fields, em Londres.
Foi construído em 1638-41, com alterações por Isaac Ware em 1751-52 para formar duas casas. Lindsey House é um edifício listado desde 1951.